# Kohtikankaanselkä
Kohtikankaanselkä är en del av en sjön Melaselänjärvi i Finland.   Den ligger i landskapet Norra Karelen, i den sydöstra delen av landet, 400 km nordost om huvudstaden Helsingfors. Kohtikankaanselkä ligger 141 meter över havet.